# Подбельский (посёлок)
Подбе́льский — посёлок в Ейском районе Краснодарского края. Входит в Ейское городское поселение.

## География
Расположен в непосредственной близости от города Ейска.

## История
В 2001 г. постановлением Правительства РФ поселок отделения № 4 совхоза «Мичуринский» переименован в Подбельский.

## Население
| 2002 | 2010 |
| ---- | ---- |
| 86   | ↘73  |

## Инфраструктура
Действовал совхоз «Мичуринский».

## Транспорт
Автомобильный транспорт.